# L'ultimo U-Boot
L'ultimo U-Boot (tedesco: Das letze U-Boot) è un film tedesco del 1993.

## Trama
Aprile 1945. L'U-Boot tedesco U-234 che trasporta un carico di ossido di uranio per costruire la bomba A è in viaggio verso il Giappone. Durante il tragitto l'equipaggio viene a conoscenza della morte di Adolf Hitler e della resa della Germania nazista. Dopo questa notizia l'equipaggio si divide tra chi vuole arrendersi e chi vuole proseguire la guerra a fianco del Giappone.